# Szkoła kontrwywiadowcza ROA w Lötzen
Szkoła kontrwywiadowcza ROA w Lötzen (ros. Контрразведывательная школа РОА в Летцен) –. ośrodek wywiadowczy Rosyjskiej Armii Wyzwoleńczej (ROA) podczas II wojny światowej.
W sierpniu 1942 w Lötzen w Prusach Wschodnich, w twierdzy Boyen, został utworzony „specjalny obóz dla wyszkolenia kadry oficerskiej oddziałów ROA”. Na jego terenie powstała szkoła wywiadowcza. Była ona bezpośrednio podporządkowana pełniącemu funkcję General der Ostruppen gen. Heinzowi Hellmichowi, a następnie gen. Ernstowi Köstringowi. Funkcję komendanta szkoły objął ppłk Nikołaj J. Tarasow, występujący pod fałszywym nazwiskiem Soboliew. Kolejnym komendantem był ppłk Stalberg, jego zastępcą płk Aleksiej Troszyn, zaś dowódcą oddziału szkoleniowego ppłk Piotr Maksakow. Jednym z wykładowców był gen. Iwan Krupiennikow.
W szkole uczyli się jeńcy wojenni z Armii Czerwonej, którzy zadeklarowali podjęcie kolaboracji z Niemcami. W jednym cyklu szkoliło się do 150 osób. Kurs trwał 6 miesięcy. Program zawierał zajęcia z zakresu metod pracy wywiadu sowieckiego, francuskiego i brytyjskiego, przesłuchiwania, werbunku agentów i pracy z nimi, kontrwywiadu. Prowadzono też zajęcia w terenie ze strzelań, zakładania min i samoobrony. Po zakończeniu kursu czerwonoarmistów kierowano do oddziałów wojskowych Wehrmachtu, występujących pod szyldem Rosyjskiej Armii Wyzwoleńczej lub obozów jenieckich.
We wrześniu 1944 szkoła została przeniesiona do miasteczka Altwarp w rejonie Szczecina, zaś w listopadzie tego roku do Hötzendorf w Austrii. Kursanci byli wówczas podzieleni na 5 grup szkoleniowych. W 2 grupach szkolili się wywiadowcy-dywersanci, 2 kolejnych kontrwywiadowcy ROA, zaś w ostatniej agentki-kobiety. Od stycznia 1945 szkoła mieściła się w Kinwasser. Na przełomie lutego i marca tego roku rozwiązano ją. Kursanci i część kadry dowódczej byli skierowani do Sił Zbrojnych Komitetu Wyzwolenia Narodów Rosji i do obozów jenieckich dla czerwonoarmistów. Pozostała część kadry przeszła do 1 Rosyjskiej Armii Narodowej gen. Borisa Smysłowskiego.